# Einar Sahlstein
Einar Werner Sahlstein (30 maggio 1887 – 6 marzo 1936) è stato un ginnasta finlandese.

## Palmarès

### Olimpiadi
- Bronzo a Londra 1908 nel concorso a squadre.